# Associação Desportiva Socorrense
L'Associação Desportiva Socorrense, meglio noto come Socorrense, è una società calcistica brasiliana con sede nella città di Nossa Senhora do Socorro, nello stato del Sergipe.

## Storia
Il club è stato fondato il 31 agosto 2005. Nel 2010 il club ha vinto il Campeonato Sergipano Série A2 ed è stato promosso nella massima divisione statale. Dopo aver terminato alcune stagioni al centro della classifica, il club ha raggiunto la seconda fase nel 2014 in entrambi i turni e ha giocato la finale del secondo turno che ha perso con il Confiança. Dopo un altro quarto posto nel 2015, il club ha terminato all'ultimo posto ed è retrocesso nella seconda divisione statale nel 2016. Il club ha anche partecipato alla Copa do Nordeste 2015, dove ha terminato all'ultimo posto nella fase a gironi.

## Palmarès

### Competizioni statali
- Campeonato Sergipano Série A2: 2

2010, 2017